# 대나마
대나마(大奈麻)은 삼국사기에서 유리 이사금 때 만들었다는 기록이 있지만 법흥왕 7년(520년)에 율령(律令)을 공포하면서 제정된 신라 시대 17관등 중의 제10등이다. 대나말(大奈末), 한나마(韓奈麻)이라고도 한다.

## 개요
대나마는 진골·6두품 이외 5두품도 받을 수 있었으나, 동시에 5두품이 받을 수 있는 최고의 관등이어서 5두품 출신의 대나마 관등 소지자에게는 중대나마(重大奈麻)에서 9중대나마(九重大奈麻)까지 9계급으로 나뉘는 특진제도로서 중위제도(重位制度)를 설정하였는데, 이는 어디까지나 대나마 관등 안에서의 제한된 승진제도였을 뿐이며, 그 자체가 대나마의 범주를 뛰어넘을 수 없었다. 공복(公服)의 빛깔은 청색(靑色)이었다.
아찬(阿飡) 이하의 관등을 가진 사람이 상당(上堂)으로 불린 상당대나마(上堂大奈麻)의 직에 임명하였다. 삼국사기 색복조(色服條)에는 상당 직책에 관등이 부가된 상당대나마의 명칭이 나와 상당 외에 또 하나의 관직이 있는 것으로 보이나 이는 대나마 관등을 가진 상당직을 표시한 것이다.

### 중위제도(重位制度)
- 9등급 대나마 : 중대나마 - 3중대나마 - 4중대나마 - 5중대나마 - 6중대나마 - 7중대나마 - 8중대나마 -9중대나마
- 신라 중대 이후 왕권이 강화되고, 6두품 중심의 관료제의 운영이 활성화되면서 골품에 의하여 엄격히 제한되는 관등의 승진 제도 때문에 관등 향상을 노리는 6두품 이하 관료들의 반발을 사게 되었다. 이에 따라 진골 중심의 골품제를 유지하면서도 비진골 중심의 관료제를 활성화시키는 타협안으로서 중위제가 성립되어 아찬에 4등급, 대나마에 9등급, 나마에 7등급의 중위를 설치하여 관등상의 상한선에 오른 비진골 관료층에게 특진의 기회를 열어주었다. 한편 제8관등인 사찬(沙飡)에도 최소한 3등급의 중위를 설치한 기록이 있는데, 이는 신라의 삼국통일 후에 지방민에 대해 특진의 기회를 제공하기 위한 것이다.

## 인물
- 법지
- 계고
- 김장손 : 신라 중대 일본에 파견한 사신
- 김재백 : 신라 중대 일본에 파견한 사신
- 김이익 : 674년(문무왕 14년) 일본에 파견한 사신
- 중지 : 660년(태종무열왕 7) 7월 백제를 멸망시키자 같은 해 9월 3일 당나라 장군 소정방(蘇定方)이 낭장(郎將) 유인원(劉仁願)으로 하여금 사비성을 지키게 하고 자신은 백제왕 및 왕족과 신료 등 93명과 주민 1만 2000명을 데리고 돌아갈 때, 김인문(金仁問)·유돈(儒敦) 등과 함께 사비에서 배를 타고 귀환하는 소정방을 동행하여 당나라에 간 사람
- 인수 : 은솔(恩率)이라는 관등을 가진 백제의 장군이며 신라의 백제 공격 때 포로가 되어 신라의 백제 정벌에 군공을 세운 것이 인정되어 대나마(大奈麻)의 관등을 받고 제감(弟監)직에 임명. 이 때, 백제장군이었다가 신라에 투항한 충상(忠常)·상영(常永)·자간(自簡)·무수(武守) 등도 신라의 관등과 관직을 받았다.
- 즙항세(汁恒世) : 사지(舍知)의 관직에 있을 때, 신라와 당나라 연합군이 고구려의 수도 평양성에 대한 대공격을 감행하자 신라가 당나라와의 유대를 더욱 공고히 하기 위하여 당나라에 파견된 조공사(朝貢使)
- 용석 : 사지(舍知)의 관직에 있던 자로서 백제 의자왕의 명을 받은 장군 윤충(允忠)의 계략에 빠져 대야성이 함락되면서 전사했을 때 증직받은 관직
- 이순(李純) : 직장(直長)의 관직에 있다가 물러나 왕을 위해 단속사(斷俗寺)를 창건한 공굉장로(孔宏長老)라는 법명을 가진 승려이며 이준(李俊)이라고도 한다.
- 적득(狄得) : 소감(少監)의 관직으로 조천성에 출전하여 전사했을 때 태종 무열왕이 대나마(大奈麻)의 관등에 추증
- 해론(奚論) : 경주 모량부(牟梁部) 사람이다. 가잠성(椵岑城 : 지금의 竹山) 현령이었던 찬덕(讚德)의 아들. 가잠성 전투에서 전사한 아버지에 이어 백제에 빼앗겼던 가잠성을 되찾기 위하여 금산 당주(幢主)로 참전하여 가잠성을 탈환하였지만 전사하고 대나마(大奈麻)에 올랐다.

## 같이 보기
- 삼국사기
- 「신라관등의 성격」(변태섭, 『역사교육』 1, 1956년)